# Väsby branter
Väsby branter är ett naturreservat i Kinda kommun i Östergötlands län.
Området är naturskyddat sedan 2013 och är 36 hektar stort. Reservatet omfattar två förbundna raviner bevuxna på branterna med granskog med inslag av lövträd. Nedanför branterna finns bäckar, tjärnarna Mörtgölen och Svartgölen samt sumpskog.